# بلايني شميت
بلايني شميت هو لاعب كرة القدم الكندية كندي، ولد في 23 أغسطس 1963 في غريتر سودبوري في كندا.